# Pero exquisita
Pero exquisita är en fjärilsart som beskrevs av Thierry-mieg 1894. Pero exquisita ingår i släktet Pero och familjen mätare. Inga underarter finns listade i Catalogue of Life.